# Hoplopleura multilobata
Hoplopleura multilobata är en insektsart som beskrevs av Werneck 1954. Hoplopleura multilobata ingår i släktet Hoplopleura och familjen gnagarlöss. Inga underarter finns listade i Catalogue of Life.